# Flers (Pas-de-Calais)
Flers település Franciaországban, Pas-de-Calais megyében. Lakosainak száma 217 fő (2022. január 1.). Flers Héricourt, Monchel-sur-Canche, Nuncq-Hautecôte, Blangerval-Blangermont, Boubers-sur-Canche, Croisette, Écoivres és Hautecloque községekkel határos.

## Népesség
A település népességének változása:
| Lakosok száma | 215  | 221  | 231  | 225  | 224  | 222  | 222  | 220  | 217  |
|               | 2013 | 2015 | 2016 | 2017 | 2018 | 2019 | 2020 | 2021 | 2022 |